# Niederösterreichische Verkehrsorganisationsgesellschaft

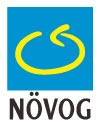
Ehemaliges Logo

Die Niederösterreichische Verkehrsorganisationsgesellschaft m.b.H., kurz NÖVOG, ist ein Verkehrsunternehmen des Landes Niederösterreich mit Sitz in St. Pölten, welches 1993 gegründet wurde. Ursprünglich war das Unternehmen für die Vorbereitung sowie die darauffolgende Inbetriebnahme und Abwicklung der Wieselbusse zuständig.
Später kam sukzessive die Verantwortung für die vom Land Niederösterreich übernommenen Eisenbahnunternehmen hinzu.
Von September 2019 bis November 2024 trat das Unternehmen öffentlich und im Internet unter der Marke „Niederösterreich Bahnen“ auf.

Im Zuge einer Umstrukturierung wurden mit 1. Jänner 2024 die Bahnagenden an die Niederösterreich Bahnen GmbH übergeben und mit 1. September 2024 von der Verkehrsverbund Ost-Region (VOR) GmbH Planung und Betrieb des gesamten Bedarfs- und Regionalbusverkehrs in Niederösterreich übernommen.

## Geschichte

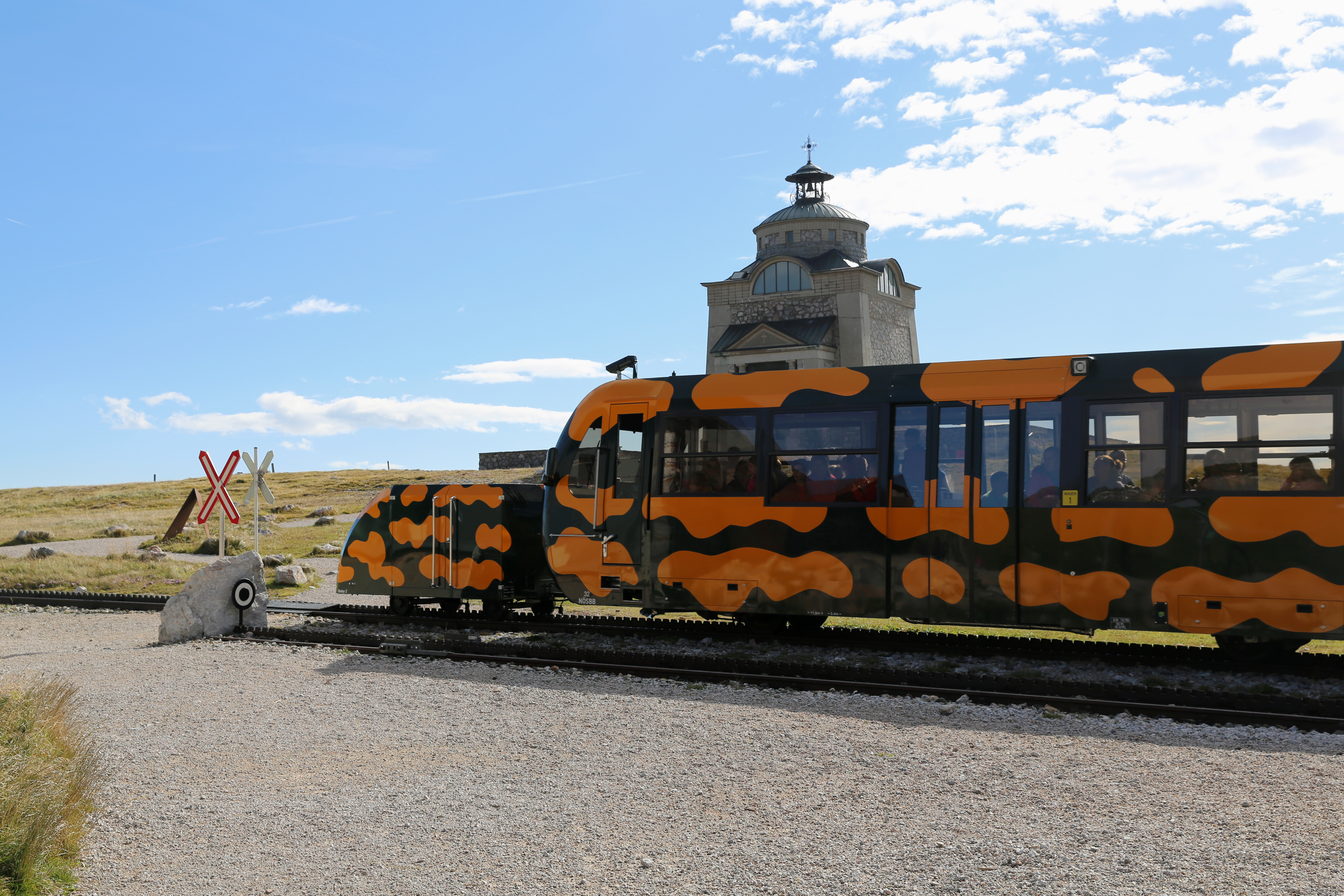
Zahnradbahn auf den Schneeberg, 2014

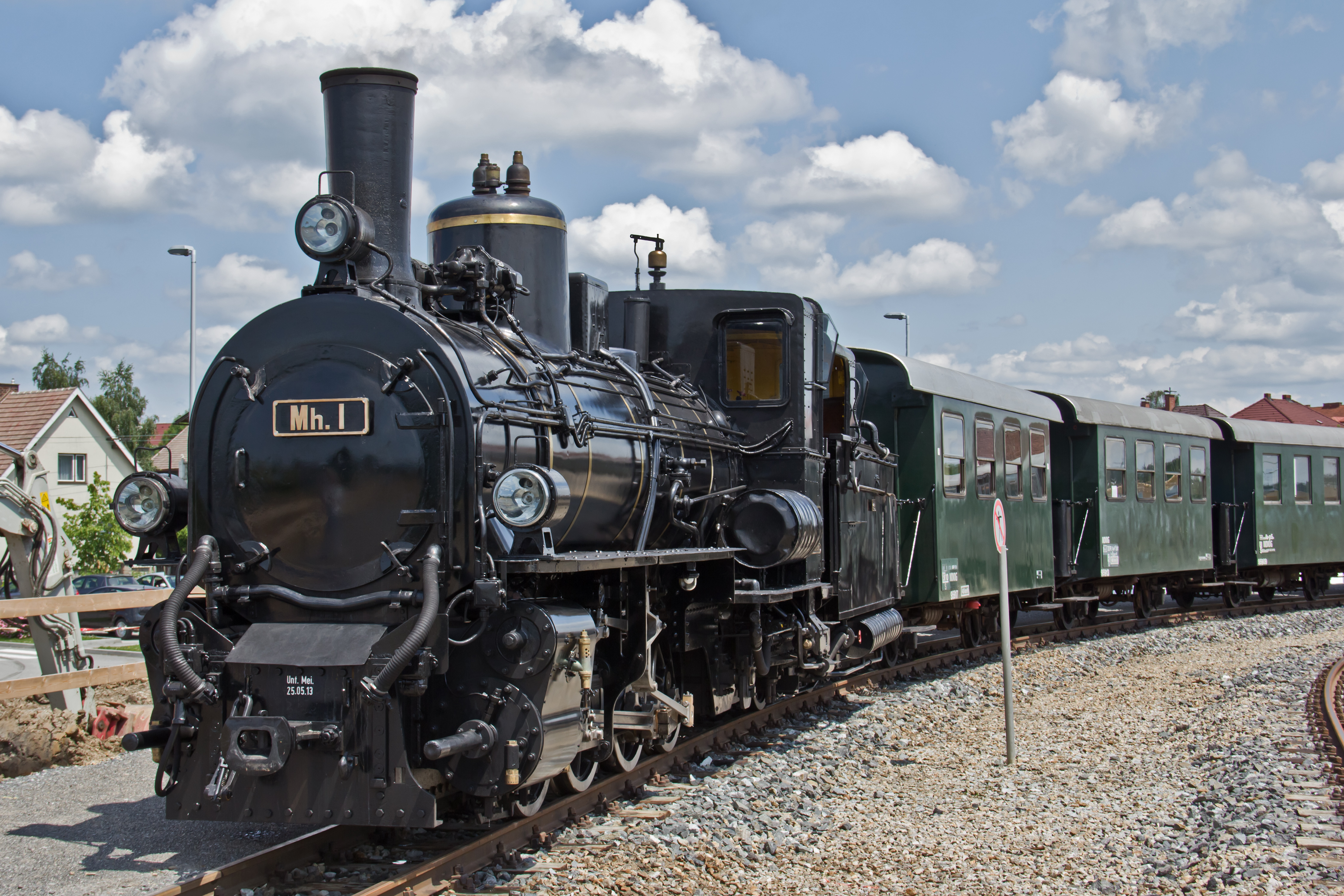
Waldviertlerbahn in Gmünd, 2013

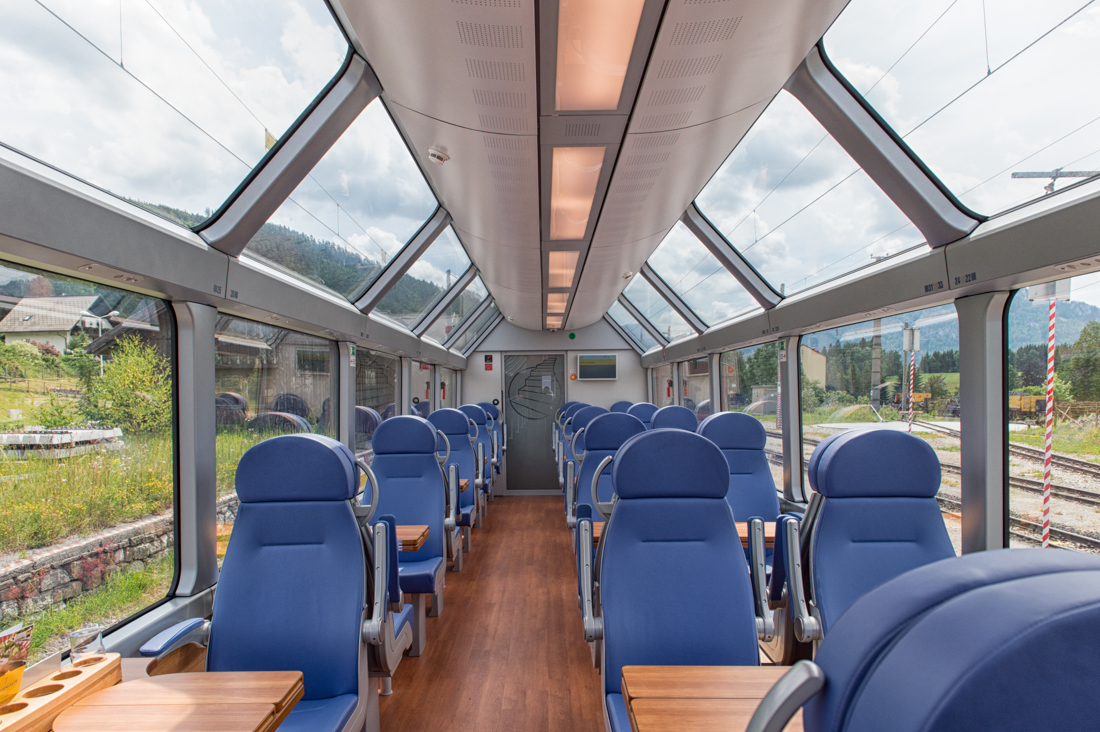
Panoramawagen der Mariazellerbahn, 2014

### Wieselbusse
1993–2018
Die NÖVOG wurde 1993 gegründet, um Bus-Schnellverkehrslinien in die damals neue Landeshauptstadt St. Pölten vorzubereiten.
1996 nahm die NÖVOG die sogenannten Wieselbusse in Betrieb,
Von 1993 an war die NÖVOG für Planung und Betrieb der Wieselbusse zuständig. Die Zuständigkeit für die Buslinien wurde Mitte 2018 an die Verkehrsverbund Ost-Region (VOR) GmbH (VOR) abgegeben. Danach positionierte sich das Unternehmen als Eisenbahnunternehmen in der Regionalentwicklung.

### Niederösterreich Bahnen
1996–2023
1996 schloss die NÖVOG mit den ÖBB Verkehrsdienstverträge ab und gründete die NÖ Schneebergbahn GmbH (NÖSBB), die für den Betrieb der Zahnradbahn zuständig ist.
2001 wurde durch die NÖVOG der Tourismusverkehr der Waldviertlerbahn zwischen Gmünd und Groß Gerungs und 2006 zwischen Gmünd und Litschau wieder aufgenommen. 2002 wurde der „Reblaus-Express“ auf der Lokalbahn Retz–Drosendorf gestartet. 2005 wurde die Salamander-Sesselbahn auf den Schneeberg eröffnet. 2007 erfolgte die Inbetriebnahme des Tourismuszuges Ötscherbär auf der Mariazellerbahn.
Ende 2010 übernahm die NÖVOG mehrere Regionalbahnen der ÖBB, darunter das als „Citybahn Waidhofen“ weiter betriebene Reststück der Ybbstalbahn, die Mariazellerbahn und die Wachaubahn. Seither werden die schmalspurigen Strecken eigenständig und die normalspurigen in Kooperation mit zugelassenen Eisenbahnunternehmen (Wiener Lokalbahnen) betrieben, da die NÖVOG selbst keine Zulassung zum Betrieb von Normalspurbahnen besitzt. 
Es gab Überlegungen, den Bahnbetrieb auszubauen und weitere Regional- und Lokalbahnen von den ÖBB zu übernehmen. Verhandlungen wurden bezüglich der Kamptalbahn, der Puchberger Bahn von Wiener Neustadt nach Puchberg, der Lokalbahn Gänserndorf–Mistelbach und der Stammersdorfer Lokalbahn geführt.
Ausgliederung des Bahnverkehrs
Mit 31. Dezember 2023 wurden mit einem Vertrag über die Abspaltung des Teilbetriebs „Eisenbahnverkehr“ der NÖVOG die Eisenbahnen aus der NÖVOG ausgegliedert und an die hundertprozentige Tochtergesellschaft Niederösterreich Bahnen GmbH übertragen.

### Regionalbusse
ab September 2024
Mit 1. September 2024 sind im Zuge einer Umstrukturierung Planung und Betrieb sämtlicher niederösterreichischer Bedarfs- und Regionalbusverkehre von der Verkehrsverbund Ost-Region (VOR) GmbH in die Verantwortung der NÖVOG übergegangen.

## Unternehmen
Wolfgang Schroll und Michael Hasenöhrl lösten im August 2024 Barbara Komarek in der Geschäftsführung ab. Barbara Komarek übernahm die Geschäftsführung der Tochtergesellschaft Niederösterreich Bahnen GmbH.